# فرودگاه مونگسات
فرودگاه مونگسات (به انگلیسی: Monghsat Airport) یک فرودگاه همگانی با کد یاتا MOG است . این فرودگاه در کشور میانمار قرار دارد و در ارتفاع ۵۷۲ متری از سطح دریا واقع شده‌است.

## شرکت‌های هواپیمایی و مقصدهای پروازی
| شرکت‌های هواپیمایی         | مقصدهای پروازی | Route    |
| ------------------------- | -------------- | -------- |
| Myanmar National Airlines | هه‌هو           | Domestic |